# Pedra Branca (kommun i Brasilien, Ceará, lat -5,49, long -39,85)
Pedra Branca är en kommun i Brasilien.   Den ligger i delstaten Ceará, i den östra delen av landet, 1 400 km nordost om huvudstaden Brasília. Antalet invånare är 41 942.
Följande samhällen finns i Pedra Branca:
- Pedra Branca

Omgivningarna runt Pedra Branca är huvudsakligen savann. Runt Pedra Branca är det glesbefolkat, med 11 invånare per kvadratkilometer.